# Calyptochloa
Calyptochloa és un gènere de plantes de la família de les poàcies, ordre de les poals, subclasse de les commelínides, classe de les liliòpsides, divisió dels magnoliofitins.

## Taxonomia
A juny de 2024, el gènere compta amb 4 espècies acceptades:
- Calyptochloa cylindrosperma E.J.Thomps. & B.K.Simon
- Calyptochloa gracillima C.E. Hubb.
- Calyptochloa johnsoniana E.J.Thomps. & B.K.Simon
- Calyptochloa sphaerocarpa E.J.Thomps.